# Eden Island, British Columbia
Eden Island är en ö i Kanada.   Den ligger i Broughton Archipelago i Regional District of Mount Waddington i provinsen British Columbia, i den västra delen av landet, 3 800 km väster om huvudstaden Ottawa. Arean är 13 kvadratkilometer.
Öns högsta punkt är 196 meter över havet. Den sträcker sig 3,6 kilometer i nord-sydlig riktning, och 6,5 kilometer i öst-västlig riktning.
I omgivningarna runt Eden Island växer i huvudsak barrskog. Trakten runt Eden Island är nära nog obefolkad, med mindre än två invånare per kvadratkilometer.